# 紙の爆弾
『紙の爆弾』（かみのばくだん）は、株式会社鹿砦社が発行する雑誌である。「死滅したジャーナリズムを越えて、<スキャンダリズム>の旗を掲げ愚直に巨悪とタブーに挑む」を標榜する。
2005年4月、発行人松岡利康、編集人中川志大によって創刊された月刊誌。創刊時の発行部数は2万部。毎月7日発売。

## 概説
本誌の創刊以前の2004年に、鹿砦社がマスコミ・出版・芸能界関係者に向けてファクシミリ通信で送信していた「鹿砦社通信」をまとめた同名の書籍が発行されている。雑誌名は、その書籍にちなむ。
当初は、同社から発行されていた季刊誌『スキャンダル大戦争』の単なる月刊化と評され、装丁のセンスやライターの技量などにも疑問符がつけられていたが、2つの出来事がきっかけで雑誌としての方向性が定まってきたといわれる。
ひとつは、創刊3号目～5号目に村上純穏によって発表された「噂の眞相を総括する」という岡留安則批判の記事である。同社から2003年に発行された『平成の芸能裁判大全』は村上の著作であり、その中には岡留のインタビューが収録されていた。その村上が、板坂剛、宅八郎、安部譲二、白取千夏雄（月刊『ガロ』元副編集長）といった岡留の天敵を引っ張り出してインタビューを行いながら、岡留や『噂の眞相』を鋭く批判したことは画期的であった。ともに反体制・反権力ジャーナリズムを標榜する立場ながら是々非々の論考を貫いたことで、誰であれ批判を手控えない「タブーに挑む」強い決意のあらわれと思わせた。
2005年7月12日に、発行人の松岡が逮捕されたことで同誌は大きな転機を迎えた。発行物およびWebサイトで、パチンコ会社のアルゼ社長・岡田和生を中傷した名誉毀損容疑（岡田からは告訴されていた）により、鹿砦社は神戸地方検察庁の家宅捜索を受け、業務に必要な書類をことごとく押収された。松岡が長期にわたって勾留されたため、事務所の閉鎖や社員の解雇を余儀なくされ、事実上の壊滅状態に陥った。しかし、編集人である中川や、支払いのメドがたたない状態でも書き続けたライター、その他支援者の尽力で、一時こそ隔月刊に追い込まれたものの、ついに廃刊を免れた。
同誌は創刊当初は定価500円で110ページだったが、2007年5月号現在では厚みを増して144ページを擁し、連載は8本、執筆するライターも10人を超えたと称している。
なお、現在は中川が発行人を兼務しており、2007年5月号限りで松岡は同誌から退いた。代わって、中川を中心とした若いライターや編集者が発行の中核を担っている。

## 過去の主な執筆者
五十音順
- 井上静
- 上田美由紀
- 小川裕夫
- 尾塚野形
- 香川直子
- 佐藤雅彦
- 北健一
- 高田欽一
- 橋本玉泉
- 原啓介
- 篠本634
- 藤井正美
- 深笛義成
- 西谷文和
- 西本頑司
- 増山麗奈
- マッド・アマノ
- みおなおみ
- 村上純穏
- 山岡俊介
- 山口正紀
- 吉田一博
- ワカ・ストーン・フィールド